# Lampa karbidowa

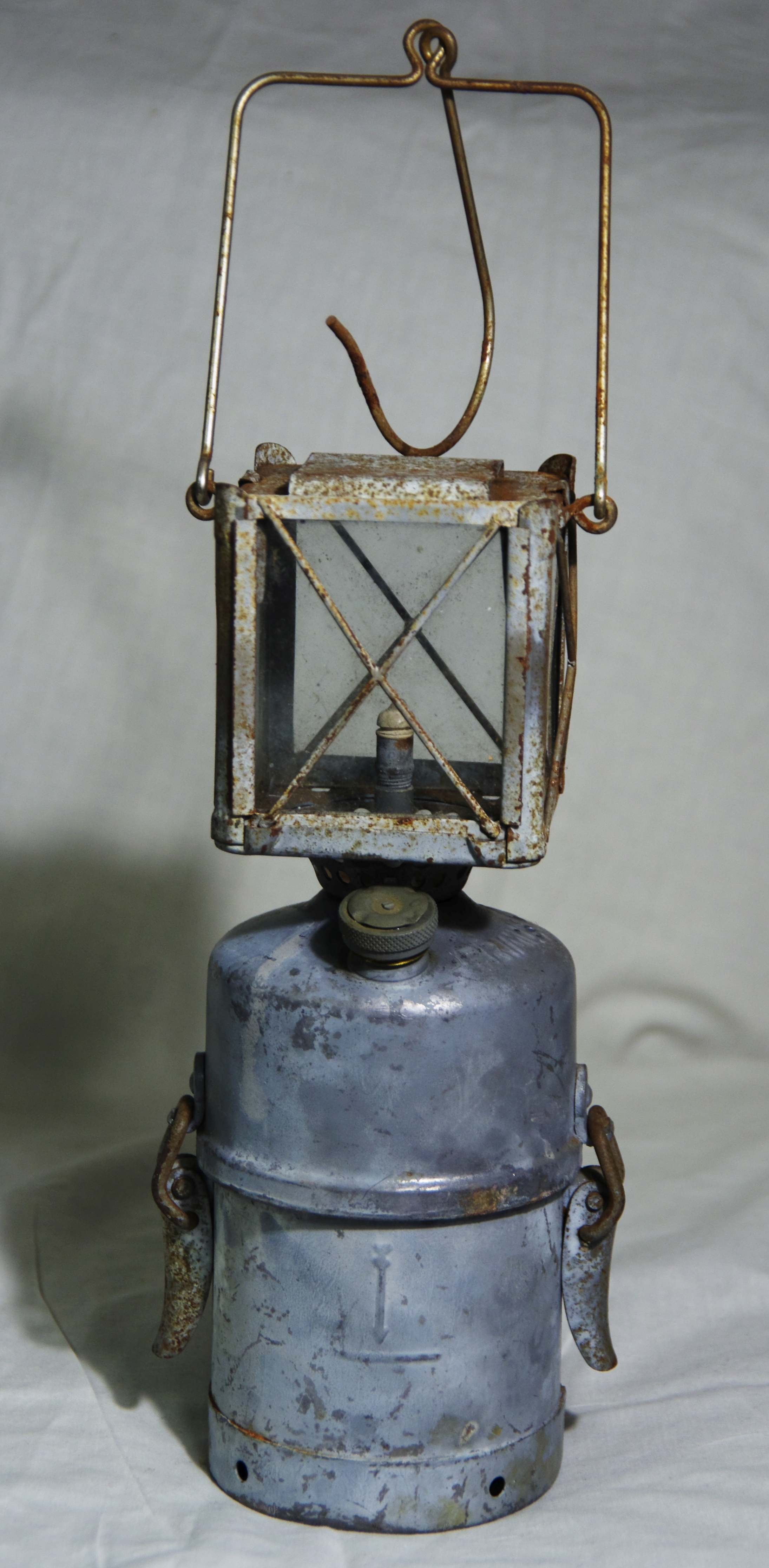
Szwedzka lampa karbidowa Primus 1031

Lampa karbidowa (lampa acetylenowa, pot. karbidówka, karbidka)  – typ lampy gazowej, w której jako paliwa używa się acetylenu . Acetylen otrzymuje się w reakcji chemicznej karbidu z wodą w zbiorniku lampy.
Acetylen uzyskiwany fabrycznie stosowano w latarniach ulicznych w Polsce w drugiej połowie XIX wieku. Większe jednak znaczenie i zastosowanie miały przenośne lampki, w których gaz wytwarzał się bezpośrednio w zbiorniku z karbidem. Przyniosły one znaczną poprawę warunków pracy górników, znalazły się w podstawowym wyposażeniu kolejarzy. Stosowano je w lampach rowerowych, motocyklowych i samochodowych.
W mieszkaniach, ze względu na wydzielany zapach, używane były niechętnie. Wyjątek stanowił okres wojny i okupacji, kiedy nie było elektryczności i innych źródeł światła (lub np. pieniędzy na drogie świece), wówczas powszechne były karbidówki wykonane domowym sposobem. Składały się z dwóch metalowych zbiorników umieszczonych jeden nad drugim. W dolnym był karbid, w górnym woda. Ze zbiornika z karbidem wychodziła rurka zakończona palnikiem. W zbiorniku wodnym w dnie był mały otworek, przez który woda powoli kapała na karbid. To urządzenie samoczynnie utrzymywało stałe ciśnienie acetylenu w lampie. Jeśli ciśnienie gazu w zbiorniku z karbidem nadmiernie wzrastało, woda nie mogła własnym ciężarem pokonać tego ciśnienia i przestawała kapać na karbid. Przestawał wydzielać się acetylen. Kiedy ciśnienie acetylenu spadło, woda znów zaczynała spływać do dolnego zbiornika. Lampki te przestały być używane po wojnie wraz z rozpowszechnieniem elektryczności.

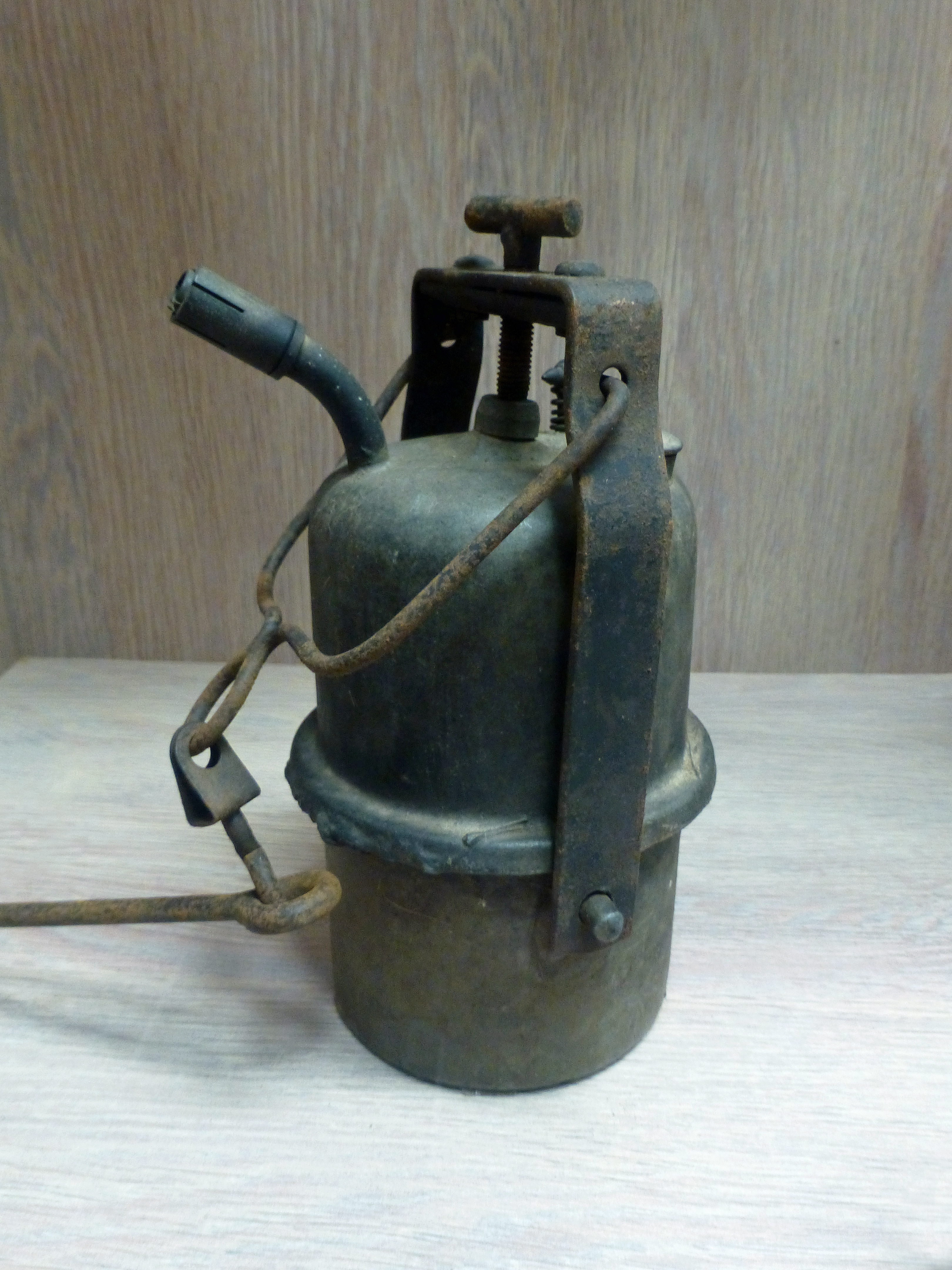
Karbidówka górnicza
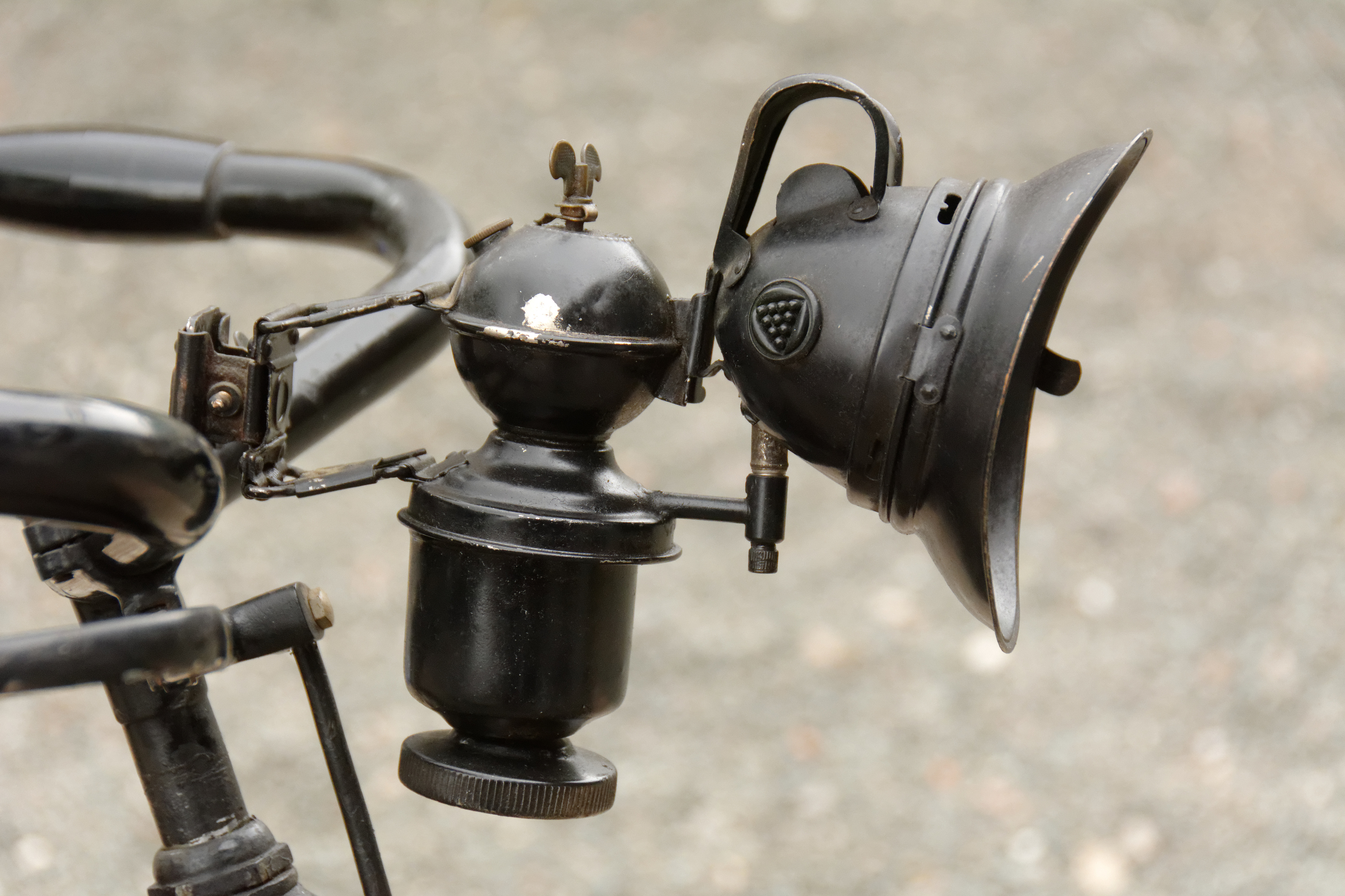
Karbidówka rowerowa
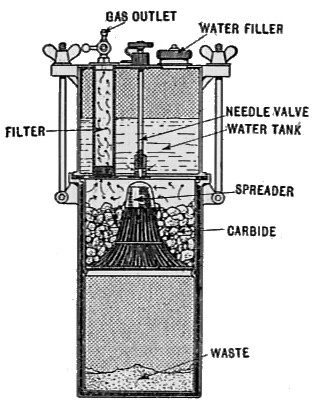
Schemat konstrukcji lampy karbidowej
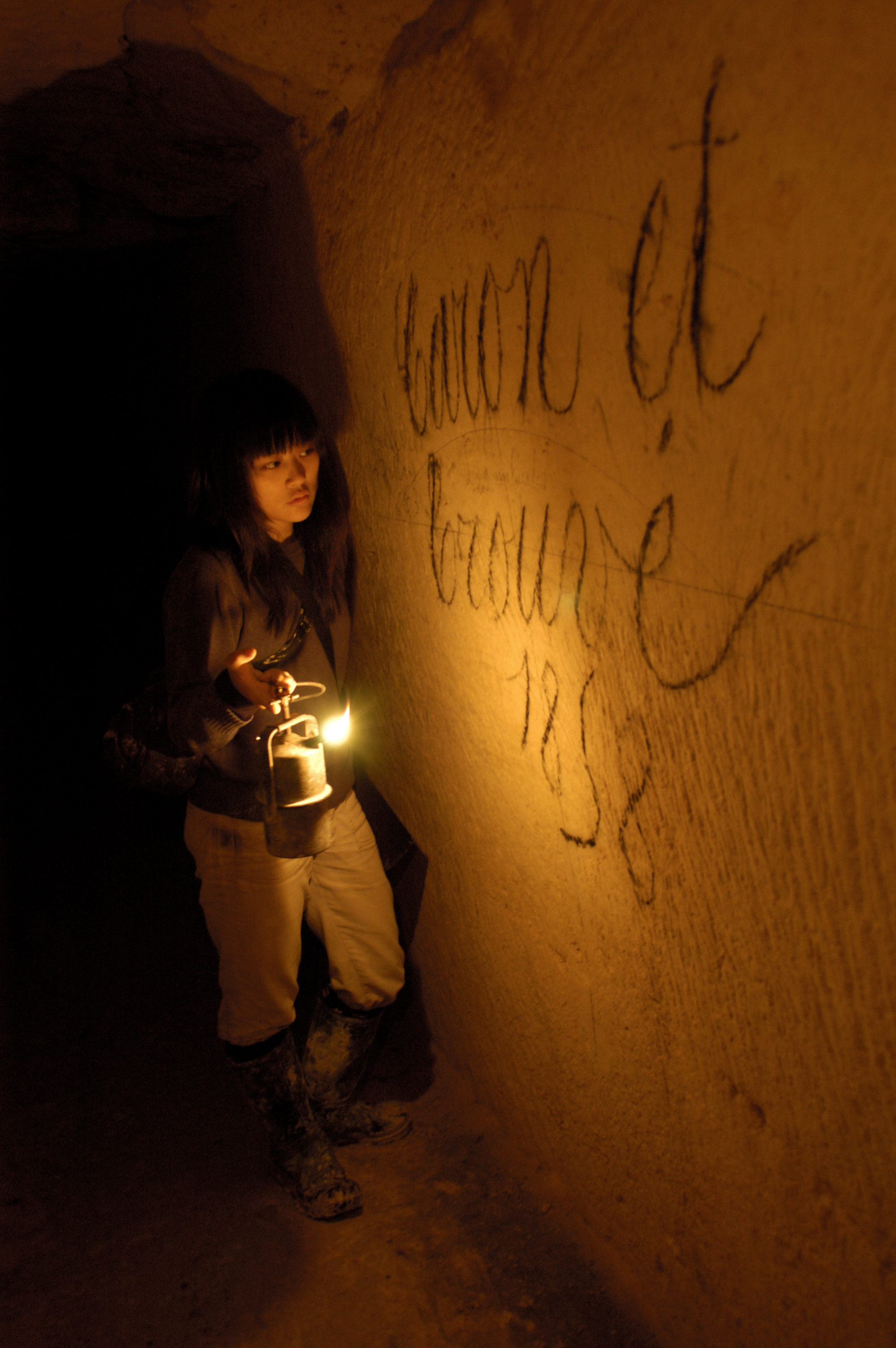
Przykład użycia lampy karbidowej

## W heraldyce
Karbidówka jako element herbu:

Herb gminy Wręczyca Wielka
Herb gminy Konopiska